# 万代駅
万代駅（ばんだいえき）は、新潟県新潟市流作場にかつて存在した、日本国有鉄道の駅（貨物駅）である。

## 概要
輻輳する新潟駅の客貨分離のために貨物専用駅として信濃川岸に1951年（昭和26年）に開業したが、1964年（昭和39年）の新潟地震により壊滅的な被害を受けたため、廃止された。
跡地には1983年（昭和58年）10月に「新潟みなと鮮魚センター」がオープンした。

## 歴史
- 1951年（昭和26年）4月5日：開業[3]、亀田駅 - 当駅間8.9km、関屋駅 - 当駅間7.2km。
- 1956年（昭和31年）4月15日：白新線開業に伴い、新崎駅 - 当駅間の貨物営業キロ程（12.0km）を設定[4]。
- 1958年（昭和33年）
  - 2月1日：営業範囲改正、貨物及び到着小荷物（特別扱雑誌に限る）⇒貨物[5]
  - 4月29日：新潟駅移転、またこれに伴う線路変更により以下の通り改正[6]。
    - 関屋駅 - 当駅間、新崎駅 - 当駅間の貨物営業キロ程を廃止
    - 亀田駅 - 当駅間の貨物営業キロ程を、新潟駅 - 当駅間の貨物営業キロ程（2.4km）に改正
- 1960年（昭和35年）10月1日：秋葉原駅 - 当駅間に急行貨物列車「こがね」運転開始[7]。
- この間、沼垂駅 - 当駅間の短絡線の建設が計画されていた[8]。
- 1964年（昭和39年）6月16日：新潟地震により、浸水等甚大な被害を受ける。
- 1965年（昭和40年）8月20日：新潟駅 - 当駅間の貨物運輸営業廃止に伴い廃止[9]。
- 1967年（昭和42年）5月1日：新潟港駅分岐の専用線として万代公共臨港線（2.5km）開業[10]、旧当駅付近まで線路が伸びる。
- 1983年（昭和58年）10月8日：駅跡の遊休地に「新潟みなと鮮魚センター」開業[1][11]。
- 1985年（昭和60年）：万代公共臨港線廃止、6月3日に鉄道公報にて告知[12]。

新潟付近鉄道路線図

## 配線図
| | 万代駅配線略図（1953年） |
| 凡例 出典:『新潟鉄道管理局管内停車場平面略図（昭和28年3月現在）』新潟鉄道管理局運転部 1953年（昭和28年）3月現在 |                          |

## 専用線
1964年（昭和39年）7月1日現在の専用線は以下の通り（新潟地震被災後のため、全て使用休止）
- 日本セメント株式会社専用線：0.6km
- 白勢商事株式会社専用線：0.1km
- 三菱石油株式会社専用線：0.8km、出光興産専用線に接続
- 出光興産株式会社専用線：0.7km、日本セメント専用線に接続
- 日本通運株式会社専用線：0.2km
- 富士運輸株式会社専用線：0.1km
- 北陸天然ガス興業株式会社専用線：0.1km
- 新潟県専用線：0.4km、公共臨港線